# Cascellius
Cascellius es un género de coleópteros adéfagos de la familia Carabidae. 
Comtiene las siguientes especies:
- Cascellius gravesii Curtis, 1839
- Cascellius septentrionalis Roig-Junent, 1995